# Дещо про Кассандру
Дещо про Кассандру (англ. The Thing About Cassandra) — оповідання Ніла Геймана. Вперше опобліковане 2010 року на сторінках збірки «Пісні кохання й смерті», яку уклали Гарднер Дозуа та Джордж Мартін. 2011 року розповідь принесла авторові премію «Локус» за найкраще оповідання. 2015 року оповідання увійшло до складу збірки короткої прози «Обережно, тригери!».
Головний персонаж — Стюарт Іннес — зустрів своїх друзів дитинства, яких не бачив протягом двадцяти років. Скаллі, один із товаришів, розповів, що через Фейсбук з ним сконтактувала Кассандра, перша дівчина Стюарта, його «перший перепих». Усе б нічого, якби не одна деталь — Стюарт у п'ятнадцятилітньому віці вигадав Кассандру, щоб його старші друзі, що вже робили «це» з дівчатами, сприймали його серйозно.
14 жовтня 2011 року актор Джош Гемільтон прочитав «Дещо про Кассандру» на радіо-шоу «Selected Shorts».